# جلكى أوهايو
جلكى أوهايو (الاسم العلمي:Ichthyomyzon bdellium) هي نوع من الحيوانات المائية يتبع جنس الجلكى السمكية من فصيلة الجلكية.